# 诺基亚2630
诺基亚 2630是诺基亚公司的一部入门级非智能手机，使用基于S40第5版Lite平台的Nokia OS系统。